# Korsberga, Hjo kommun
Korsberga är en tätort i Hjo kommun i Västra Götalands län och kyrkby i Korsberga socken.
Korsberga station var en av stationerna på Hjo–Stenstorps Järnväg.

## Befolkningsutveckling
| Befolkningsutvecklingen i Korsberga 1960–2020 | Befolkningsutvecklingen i Korsberga 1960–2020 | Befolkningsutvecklingen i Korsberga 1960–2020 | Befolkningsutvecklingen i Korsberga 1960–2020 | Befolkningsutvecklingen i Korsberga 1960–2020 |
| --------------------------------------------- | --------------------------------------------- | --------------------------------------------- | --------------------------------------------- | --------------------------------------------- |
|                                               |                                               |                                               |                                               |                                               |
| År                                            |                                               |                                               | Folkmängd                                     | Areal (ha)                                    |
| 1960                                          | 1960                                          |                                               | 223                                           |                                               |
| 1965                                          | 1965                                          |                                               | 227                                           |                                               |
| 1970                                          | 1970                                          |                                               | 217                                           |                                               |
| 1975                                          | 1975                                          |                                               | 217                                           |                                               |
| 1980                                          | 1980                                          |                                               | 249                                           |                                               |
| 1990                                          | 1990                                          |                                               | 279                                           | 39                                            |
| 1995                                          | 1995                                          |                                               | 237                                           | 39                                            |
| 2000                                          | 2000                                          |                                               | 238                                           | 39                                            |
| 2005                                          | 2005                                          |                                               | 236                                           | 39                                            |
| 2010                                          | 2010                                          |                                               | 214                                           | 39                                            |
| 2015                                          | 2015                                          |                                               | 222                                           | 55                                            |
| 2020                                          | 2020                                          |                                               | 210                                           | 54                                            |
|                                               |                                               |                                               |                                               |                                               |